# Dictyocephalos
Dictyocephalos är ett släkte av svampar. Dictyocephalos ingår i familjen Phelloriniaceae, ordningen Agaricales, klassen Agaricomycetes, divisionen basidiesvampar och riket svampar.
|                | Phellorinia                                 |
|                |                                             |
| Dictyocephalos | \| \| Dictyocephalos attenuatus \| \| \| \| |
|                | \| \| Dictyocephalos attenuatus \| \| \| \| |
|                | Dictyocephalos attenuatus                   |
|                |                                             |

|  | Dictyocephalos attenuatus |
|  |                           |